# Monte Alto
Monte Alto és una concentració de població designada pel cens dels Estats Units a l'estat de Texas. Segons el cens del 2000 tenia 1.611 habitants.

## Demografia
Segons el cens del 2000, Monte Alto tenia 1.611 habitants, 419 habitatges, i 367 famílies. La densitat de població era de 277,7 habitants/km².
Dels 419 habitatges en un 50,4% hi vivien nens de menys de 18 anys, en un 66,8% hi vivien parelles casades, en un 14,3% dones solteres, i en un 12,2% no eren unitats familiars. En el 8,8% dels habitatges hi vivien persones soles el 3,1% de les quals corresponia a persones de 65 anys o més que vivien soles. El nombre mitjà de persones vivint en cada habitatge era de 3,84 i el nombre mitjà de persones que vivien en cada família era de 4,12.
Per edats la població es repartia de la següent manera: un 36,4% tenia menys de 18 anys, un 12,2% entre 18 i 24, un 27% entre 25 i 44, un 17,2% de 45 a 60 i un 7,1% 65 anys o més.
L'edat mediana era de 26 anys. Per cada 100 dones de 18 o més anys hi havia 101,6 homes.
La renda mediana per habitatge era de 20.313 $ i la renda mediana per família de 21.389 $. Els homes tenien una renda mediana de 14.625 $ mentre que les dones 15.750 $. La renda per capita de la població era de 6.747 $. Aproximadament el 39,5% de les famílies i el 41,3% de la població estaven per davall del llindar de pobresa.

## Poblacions més properes
El següent diagrama mostra les poblacions més properes.